# Dyseriocrania auricyanea
Dyseriocrania auricyanea är en fjärilsart som beskrevs av Walsingham 1882. Dyseriocrania auricyanea ingår i släktet Dyseriocrania och familjen purpurmalar. Inga underarter finns listade i Catalogue of Life.